# Stormsvalor
Stormsvalor (Hydrobatidae) är en familj i ordningen stormfåglar (Procellariiformes). Idag placeras familjens arter oftast i det enda släktet Hydrobates. Familjens arter är, tillsammans med havslöparna, de minsta pelagiska fåglarna i världen. Flertalet har svart eller brun fjäderdräkt med vita partier. De har precis som andra pelagiska fågelarter en eller två rörformiga utskott på näbbryggen som används vid filtrering av saltvatten. Näbben är kortare än huvudet och stjärten är tvär eller kluven i spetsen. Arterna mäter mellan 14 och 25 centimeter.
Stormsvalorna har cirkumpolär utbredning och återfinns främst i haven på norra halvklotet. Kunskapen om flertalet av arternas ekologi och spridning över havet är dålig och de kan vara svåra att lokalisera och identifiera. De är strikt pelagiska och bara under häckningstiden lever de på land. De är kolonihäckare och visar stark filopatri till sina födelsekolonier och häckningsplatser. Deras bon ligger på klippiga kuster där de flesta arter häckar i sprickor eller hålor och alla arter utom en befinner sig enbart i häckningskolonierna om natten. Paren bildar långvariga monogama band och delar på ruvning och utfodring av ungarna. Liksom hos många andra havsfågelarter är häckningen tidskrävande. Ruvningen tar upp till 50 dagar och efter det tar det ytterligare 70 dagar för ungarna att bli flygga. Flera arter förekommer häckande i stora kolonier med några tusen fåglar. Stormsvalornas föda består av  plankton och små havsdjur som de snappar från ytan, vanligtvis medan de ryttlar. Flykten är fladdrande och ibland fladdermuslik.  
Flera arter av stormsvalor är hotade av mänsklig verksamhet. De huvudsakliga hoten mot stormsvalor är introducerade arter, särskilt däggdjur, i deras häckningskolonier. Många stormsvalor häckar på isolerade öar utan däggdjur och saknar fungerande skyddsmetoder mot predatorer som råttor och vildkatter. 

## Morfologi och flykt

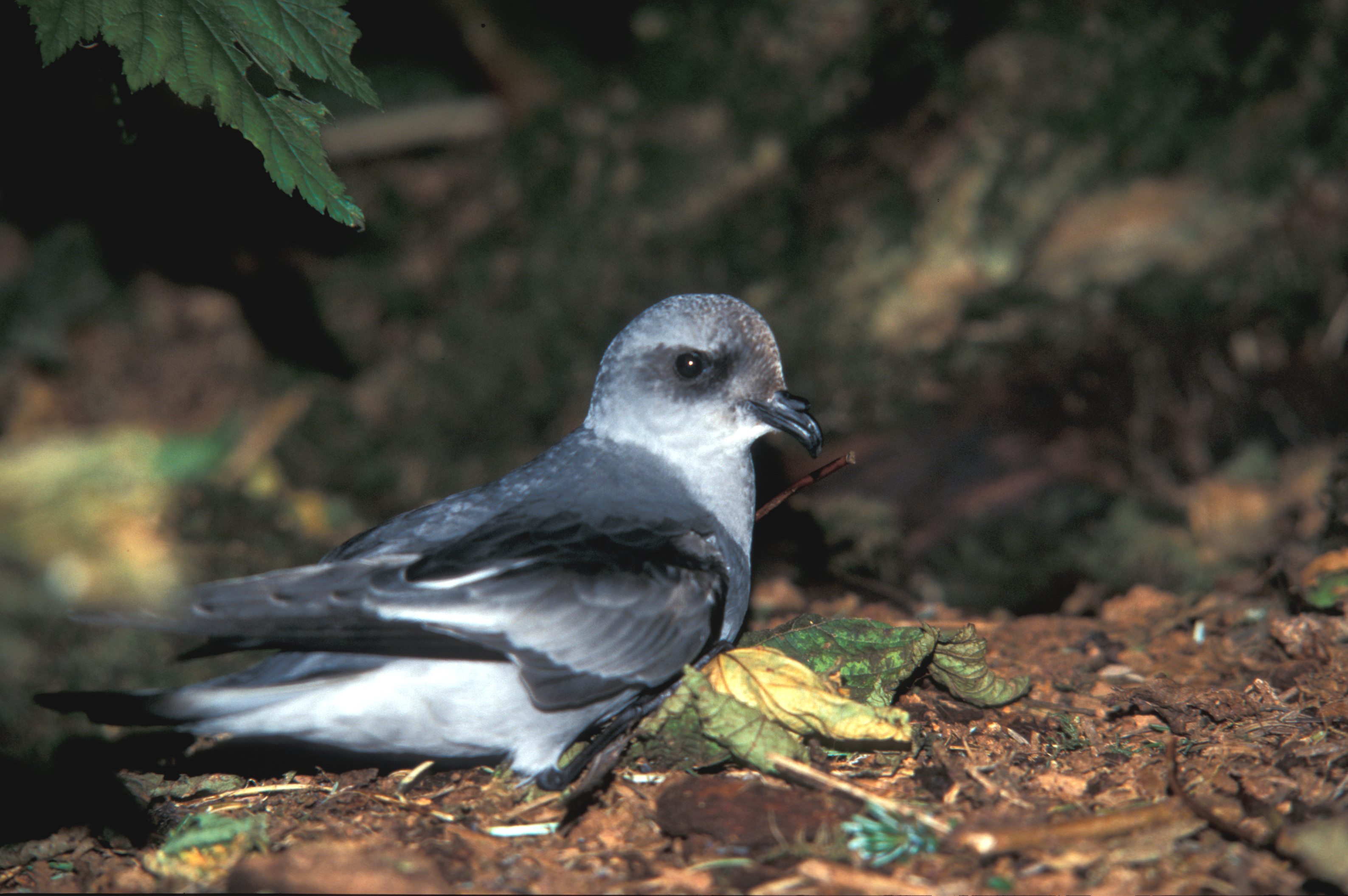
Grå stormsvala har helt grå fjäderdräkt, vilket är ovanligt bland Hydrobatinae.

Stormsvalorna är tillsammans med familjen havslöpare de minsta av alla havsfåglar. De har längre vingar och kortare ben än havslöparna, och de har kluven eller kilformad stjärt. Benen på alla stormsvalor är proportionellt längre än på andra fåglar i ordningen stormfåglar, men de är mycket svaga och kan inte bära fågelns vikt under mer än några få steg.
Alla stormsvalor utom två arter är mestadels mörka med varierande grad vitt på gumpen. Två arter har helt annorlunda tecknade fjäderdräkter, halsbandsstormsvala som har vit undersida och tecknat ansikte och grå stormsvala som har blekt grå fjäderdräkt. Stormsvalor är ökänt svåra att artbestämma till havs. Onley och Scofield (2007) hävdar att mycket publicerad information är oriktig, och att fotografier i viktiga fågelböcker och webbplatser om havsfåglar ofta tillskrivs felaktig arttillhörighet. De menar även att ett flertal nationella listor över observerade fåglar innehåller stormsvalor som är oriktigt identifierade eller har godtagits med otillräcklig bevisning.
Stormsvalor använder flera olika flygtekniker. De flesta arter födosöker emellanåt genom att trippa med fötterna på vattenytan medan de håller sig stadigt över vattnet. För att hålla sig stillastående ryttlar de med snabba vingslag eller också använder de vinden för att förbli på samma plats. Denna form av födosöksflygning används mest av havslöpare. Stormsvalor använder också dynamisk glidflygning och hangflygning för att färdas över havsytan. Dynamisk glidflygning används mestadels av stormsvalor som glider över vågfronter och får energi från den vertikala vindgradienten vilket ger den en något bågande flykt. Under hangflygning har den en rakare flykt och havslöpare föredrar denna flygteknik. Vid hangflygning vänder sig fågeln upp mot vinden, vilket ger den höjd, varifrån den kan glidflyga tillbaka ner till havsytan.

## Föda
Informationen kring födan för många arter av stormsvalor är okänd på grund av svårigheterna att bedriva forskning. Generellt anses familjen främst leva på kräftdjur. Flera arter tar även småfiskar, oljedroppar och olika arter av mindre blötdjur. Det är känt att vissa stormsvalor är något mer specialiserade vad gäller föda.
Nästan alla arter inom familjen födosöker i pelagiala zonen. Fastän stormsvalor har god simförmåga och ofta bildar flockar på vattenytan födosöker de inte liggande på vattnet. Istället sker födosöket vanligen under flygning, då fåglar ryttlar över eller "trippar" på vattenytan medan de snappar efter föda. Sällsynt genomför de grunda dyk för att fånga ett byte.
Liksom många andra havsfåglar ansluter sig stormsvalor till andra havsfågelarter och havslevande däggdjur för att lättare få tillgång till föda. Man tror att de gynnas av dykande predatorer, som sälar som rör upp vattnet medan de jagar vilket resulterar i att byten flyter upp till ytan, vilket möjliggör för stormsvalorna att nå dem.

## Utbredning och flyttningar
Stormsvalor förekommer i haven på främst norra halvklotet, men inte regelbundet i nordligaste Norra ishavet och inte heller i de östligaste delarna av Medelhavet, Svarta havet och i områden med bräckt vatten.
Flera arter av stormsvalor genomför flyttningar efter häckningssäsongen. Ett exempel på en kortflyttare är svart stormsvala som häckar i södra Kalifornien och flyttar nerför Centralamerikas kust så långt söderut som till Colombia.

## Häckning
Stormsvalor häckar kolonivis, oftast på öar. Häckningsplatserna besökts nattetid för att undvika predatorer, men vitgumpad stormsvala som häckar på Galápagosöarna är ett undantag då den befinner sig på häckningsplatsen under dagtid. Stormsvalor uppvisar hög grad av filopatri och återvänder i mycket stor utsträckning till sina födelsekolonier för att häcka. Vid ett tillfälle fångades en adult häckande oceanstormsvala två meter från den håla där den kläcktes. Stormsvalor häckar antingen i hålor som grävts i jord eller sand, eller i små skrevor i klippor och talus. Konkurrensen om boplatser är intensiv i kolonier där stormsvalor konkurrerar med andra hålgrävande stormfåglar, och det har rapporterats att liror har dödat stormsvalor för att ta över deras hålor. Kolonierna kan vara extremt stora och tätbefolkade. Bland oceanstormsvalor som häckar på Galápagosöarna har man funnit områden med åtta par per kvadratmeter och en koloni med klykstjärtad stormsvala bestod av 3,6 miljoner individer.

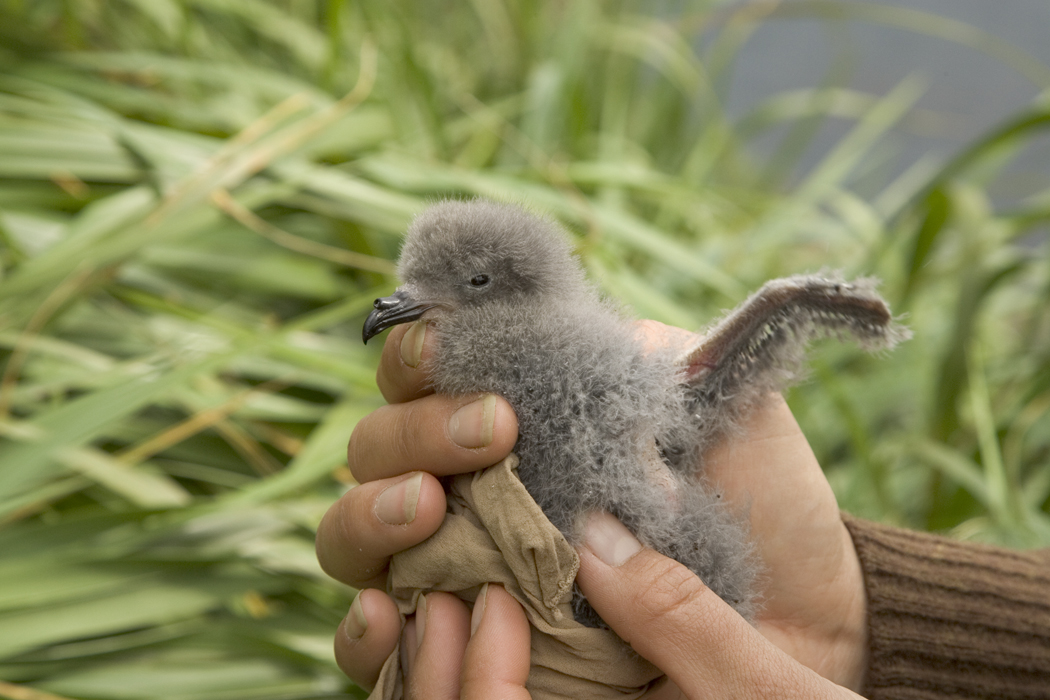
Unge av grå stormsvala.

Stormsvalor är monogama och skapar långvariga parbildningar som varar ett antal år. Utifrån DNA-studier har man kunnat visa att, till skillnad från hos många andra monogama fåglar, så är otrohet (parning utanför paret) mycket ovanligt. Liksom hos andra stormfåglar läggs enbart ett ägg per par och häckningssäsong, och sedan görs vanligen inga ytterligare försök att lägga fler (även om det sker i sällsynta fall). Båda könen ruvar i omgångar på upp till sex dagar. Ägget kläcks efter 40 eller 50 dagar. Ungen värms fortlöpande i ytterligare ungefär sju dagar innan den lämnas ensam i boet under dagen och utfodras nattetid genom att föräldrarna stöter upp föda ur krävan. De måltider som ungen utfodras med väger omkring 10–20 % av förälderns kroppsvikt, och består av både byten och magolja. Magoljan är energirik, dess kalorivärde är omkring 9600 per gram, och bildas av delvis smälta bytesdjur i en del av buken som kallas körtelmage. Genom att delvis omvandla föda till magolja kan stormsvalor maximera mängden energi som ungarna mottar under utfodringen, en fördel för små havsfåglar som bara kan göra ett besök hos ungen under en 24-timmarsperiod. Den genomsnittliga åldern då ungarna blir flygga beror på art och varierar mellan 50 och 70 dagar. Typiskt för havsfåglar, men ovanligt för fåglar av denna storlek, så tar det lång tid för stormsvalorna att kläcka och de tar hand om ungarna under en lång period. I allmänhet är stormsvalorna K-selekterade vilket innebär att de lever mycket länge, väntar längre innan de häckar första gången och lägger större ansträngning på färre ungar. Det finns rapporter om stormsvalor som levt så länge som 30 år.

## Status och hot

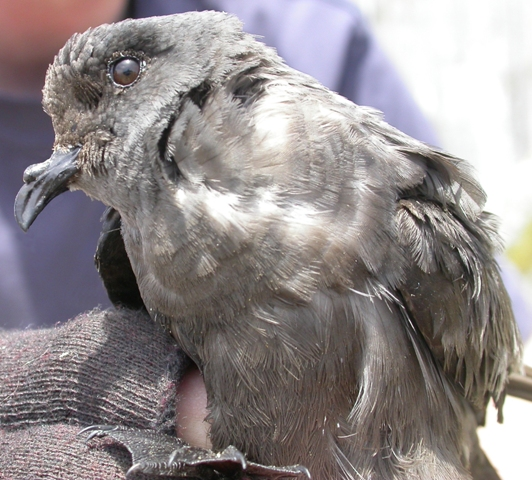
Minskningen av kalifornienstormsvala har lett till att den förklarats vara en hotad art.

Flera arter av stormsvalor är hotade av mänsklig verksamhet. Större guadalupestormsvala är listad som akut hotad (CR) och möjligen utdöd av Internationella naturvårdsunionen (IUCN) och har inte observerats sedan 1906. Kalifornienstormsvala är listad som starkt hotad (EN) på grund av en minskning på 42 % över tjugo år, Även den nyligen urskiljda sommarguadalupestormsvalan, tidigare behandlad som en del av klykstjärtad stormsvala kategoriseras som starkt hotad. Två andra arter anses vara sårbara och tre nära hotade (NT).
Stormsvalor möter samma hot som andra havsfåglar och de är särskilt utsatta för hot från introducerade arter. Större guadalupestormsvala blev utrotad av vildkatter, och introducerade rovdjur har också orsakat populationsminskningar av andra arter. Habitatdegradering som minskar möjligheterna till häckning på grund av införda getter och grisar är också ett problem, särskilt om det ökar konkurrensen ifrån mer aggressiva hålhäckande stormfåglar.

## Systematik
Traditionellt behandlades stormsvalor och havslöpare (Oceanitidae) som två underfamiljer inom familjen stormsvalor. Havslöpare återfinns mestadels i sydliga vatten (havslöparen flyttar dock regelbundet till norra halvklotet) och omfattar nio arter i fem släkten. 
DNA-studier har visat att stormsvalorna med säkerhet är förfäder till de övriga stormfåglarna i ordningen Procellariiformes. Den första delningen var underfamiljen Oceanitidae, medan Hydrobatidae skildes från resten av ordningen vid en senare tidpunkt. Endast ett fåtal fossila arter har hittats, av vilka den tidigaste är från övre miocen.
Traditionellt delades familjen upp i de två släktena Hydrobates och Oceanodroma. Släktet Hydrobates omfattade då enbart arten stormsvala. Sentida studier har dock visat att stormsvalan är inbäddad i Oceanodroma, varför alla arter numera vanligen inkluderas i Hydrobates, som har prioritet. Andra studier har visat att vissa populationer inom oceanstormsvalan (Hydrobates castro) och klykstjärtad stormsvala (Hydrobates leucorrhous) beter sig som egna arter.

## Arter
Arter inom familjen enligt IOC:
- Stormsvala (Hydrobates pelagicus)
- Grå stormsvala (Hydrobates furcatus)
- Halsbandsstormsvala (Hydrobates hornbyi)
- Koreastormsvala (Hydrobates monorhis)
- Iotostormsvala (Hydrobates matsudairae)
- Klykstjärtad stormsvala (Hydrobates leucorhous)
- Sommarguadalupestormsvala (Hydrobates socorroensis) – tidigare behandlad som del av leucorhoa
- Vinterguadalupestormsvala (Hydrobates cheimomnestes) – tidigare behandlad som del av leucorhoa
- Kalifornienstormsvala (Hydrobates homochroa)
- Oceanstormsvala (Hydrobates castro)
- Azorstormsvala (Hydrobates monteiroi) – tidigare behandlad som del av castro
- Kapverdestormsvala (Hydrobates jabejabe) – tidigare behandlad som del av castro
- Vitgumpad stormsvala (Hydrobates tethys)
- Svart stormsvala (Hydrobates melania)
- Större guadalupestormsvala (Hydrobates macrodactylus) – möjligen utdöd
- Sotstormsvala (Hydrobates markhami)
- Jättestormsvala (Hydrobates tristrami)
- Dvärgstormsvala (Hydrobates microsoma)